# Horsan
Horsan är en sjö i Gotlands kommun i Gotland och ingår i Gothemån-Snoderåns kustområde. Sjön har en area på 0,555 kvadratkilometer och ligger 4 meter över havet. Vid provfiske har abborre, gädda, mört och sarv fångats i sjön.
Sjön med sin närmaste omgivning ingå i naturreservatet Horsan.

## Delavrinningsområde
Horsan ingår i det delavrinningsområde (641748-168025) som SMHI kallar för Rinner mot Kappelshamnsviken. Avrinningsområdets medelhöjd är 20 meter över havet och ytan är 57,18 kvadratkilometer. Det finns inga delavrinningsområden uppströms utan avrinningsområdet är högsta punkten. Delavrinningsområdets utflöde mynnar i havet, utan att ha någon enskild mynningsplats. Delavrinningsområdet består mestadels av skog (56 procent), öppen mark (14 procent) och jordbruk (25 procent). Avrinningsområdet har 0,68 kvadratkilometer vattenytor vilket ger avrinningsområdet en sjöprocent på 1,2 procent. Bebyggelsen i området täcker en yta av 0,39 kvadratkilometer eller 1 procent av avrinningsområdet.